# Bricks are Heavy
Bricks are Heavy è il quarto album in studio del gruppo musicale statunitense L7, pubblicato il 14 aprile 1992.

## Tracce
1. Wargasm – 2:40
2. Scrap – 2:53
3. Pretend We're Dead – 3:53
4. Diet Pill – 4:21
5. Everglade – 3:18
6. Slide – 3:37
7. One More Thing – 4:07
8. Mr. Integrity – 3:46
9. Monster – 2:56
10. Shitlist – 2:55
11. This Ain't Pleasure – 2:42